# الزيبق (مسلسل)
الزيبق  مسلسل تلفزيوني مصري دراما، كان العرض الأول في شهر رمضان 2017م، المسلسل من بطولة كريم عبد العزيز وشريف منير ونجوم أخرين ومن تأليف وإخراج وإنتاج شركة أوسكار لصاحبها وائل عبد الله 

## القصة
المسلسل تدور أحداثه خلال الفترة من عام 1998 إلى عام 2003 ويتكون من جزئين وهو مستوحى من ملفات المخابرات العامة المصرية «قصة حقيقية». حيث تدور الاحداث عام 1998 حول شاب يدعى عمر صلاح (كريم عبد العزيز) والذي يعمل فني كاميرات مراقبة لدى شركة اللواء جلال (هادي الجيار), حيث يتم تجنيد عمر من قبل المخابرات المصرية عن طريق الضابط خالد صبري أبو علم (شريف منير) من أجل ان يندس في اليونان ليقوم بالكشف عن خلية الموساد موجودة هناك ولها ارتباطات في مصر ومعرفة المهام المطلوبة منهم. ويتناول الجزء الأول تجنيد عمر صلاح وتدريبه وارساله إلى اليونان وهناك يتعرف على الجاسوس سالم (محمد شاهين) والذي بدوره يقوم بتبليغ الموساد عن عمل عمر في مراقبة الكاميرات فيجده عميل الموساد داني (فادي إبراهيم) كنزا ويقوم بتجنيده لدى الموساد دون علمه بأنه عميل للمخابرات المصرية. يتعرف عمر في اليونان على الجالية العربية والمتمثلة في مريم (كارمن بصيبص) سكرتيرة سارة (كارمن لبس) والتي تدير مكتبا خاص لرعاية شؤون المقيمين العرب في اليونان.

## طاقم العمل
| - كريم عبد العزيز: عمر صلاح الدين طه - شريف منير: خالد صبري أبو علم - ريهام عبد الغفور: فريدة البدراوي عائلة عمر - طلعت زكريا: إبراهيم عرفة - سهر الصايغ: فاطمة صلاح الدين طه - ياسر الزنكلوني: كامل صلاح الدين طه - تيم هاني: الطفل علي ابن عمر - سلوى عثمان: رقية أم عمر - عائلة خالد: - تميم عبده صبري أبو علم - عفاف حمدي: زينب أم خالد | - عصام صلاح: يحيى أخو خالد - زينب كامل: سلوى زوجة يحيي - ناني الديب: نجلاء - شادي عصام: صبري - طفل المخابرات المصرية - إدوارد: مصطفى الكيلاني - رامي وحيد: نادر - محمود فارس: الظابط هشام مكتب اللواء جلال - هادي الجيار: اللواء جلال - ندى رحمي: هانيا / هنادي - جورج غبور: شماتة | أهل الحارة - منير مكرم: المعلم صبري - رجائي فتحي: جرجس - جميل برسوم: أبو المحاسن - محمود بشير: فرغلي - ندى بهجت: هدى - حجاج كامل: المحامي - أحمد قنديل: ريعو - ضياء الميرغني: الحاج سيد - محمد حسني: شلبي - محمد العزابي: عثمان المحمدي - إسراء الصابوني: حياة | فريق اليونان - محمد شاهين: سالم الحسيني - كارمن لبس: ساره ستيفان - فادي إبراهيم: داني - كارمن بصيبص: مريم - علي منيمنة: أبو نضال عائلة محمود الدمنهوري - عبد الرحيم حسن: محمود الدمنهوري - إلهام عبد البديع: خديجة محمود الدمنهوري - انجلينا: ثيرينا | رواد قهوة الشرق - فاروق الشامي: أبو رياض - كامل إبراهيم: سهيل - أحمد وهبه: حنفي ولعة - مازن ضاحي: حسام شاورمة - محمود غريب: حسن سبوبه - علي الرفاعي: شلومو - هدى: روث - نهلة سلامة: نهى - محمد الصاوي: ضيف شرف - كمال أبو رية: الشيخ ياسر - ضيف شرف - دينا محسن (ويزو): ضيف شرف - سامي مغاوري: ضيف شرف - رياض الخولي: مدير المخابرات العامة - أحمد صبري غباشي: جوزيف - شادي صلاح: الطفل - نيرة عارف |
| | | | | |

با الاشتراك مع: إبراهيم أبو العطا - إبراهيم امام - أحمد رجب - حسن الأسمر - أحمد الشاويش: مسجون في الحجز - سمير حكيم: عم عمر - ملك نور - حسام بسيوني - آية إبراهيم - مايا فارس - إبراهيم الترمسي - أمل عرنوس - محمد عبد الحميد - نيجار محسن - عبير فاروق: مدام ماجي - شيماء نصار - سامر المنياوي - سيد الأباصيري - فتحى مصطفى - نادية سعيد - دعاء حلمي - محمود الشوربجي: والد سالم - نور الدين أحمد - خالد خليل - مصطفى محمد - تامر محمود - ضياء سليمان - أشرف بوزيشن - لمياء كرم - هبة خيال - أحمد فاروق - أماني رفعت - محمد بدوي - ناهد عفيفي - إيهاب إبراهيم - أحمد فؤاد - علي جمال الدين: صول بالداخلية - محمود صلاح - عبد اللطيف الطحاوي - محمد أحمد صبري - عباس الرفاعي -أنجيلينا - مازن الحسامي - أحمد وهبة - فاروق الشامي - كامل إبراهيم - إبراهيم فرح - تاتينا - منذر دغشان - ايرينا فلانتيو - مصطفى عبد الفتاح - محمد فؤاد - أحمد عبد الهادي - هدى مجدي - طارق والي: طبيب المستشفى - ناجي الديب - خالد يونس - علاء نور - محمد العشماوي - رانا مجدي - عيد أبو الحمد - محمد السادات - أحمد عوض - ريم صبري - عزة السيد - سيد سعيد - مجدي عبد الظاهر

### فريق العمل
| - معالجة درامية وسيناريو وحوار: وائل عبد الله - منتج مخرج: وائل عبد الله - حوار: وليد يوسف - التترات والمؤثرات البصرية: رامي علاء الدين - كولوريست: دافيد كابريس - أعمال التصوير والمونتاج والمكساج: أوسكار للتسجيلات الفنية - المكساج: د. محمد غانم - تسجيل الصوت: حسام وهبة - مونتير مساعد: رغدة شكري - كاميرا مان: باسم مصطفى - مساعد مكساج: رامي الباهي - فوكس بولر: أنتون - مكياج: مارينا بتوفيك - ستايلست: منى التونسي - منسق المناظر: هاني عجمي - جمال عجمي - مهندس الديكور: كريم الشحات - محمد قيس - مدير إدارة الإنتاج: محمد ماهر عبد الرحمن - سيف رشيد - خالد رمضان - مدير الإنتاج: سيد عبد السلام - محمود بدوي - مدير الموقع: تامر الحاوي - عبده القماش - محمود الشاذلي - متابعة مالية: محمد بسيوني - المراجعة المالية: أحمد سليمان - علاء الدين غريب | - استشارات قانونية: شريف عبد العال - محاسب موقع: احمد الملا - سامح نور الدين - الإدارة المالية: إبراهيم جبر - تنفيذ الإنتاج باليونان: أفيون - منتج فني في اليونان: إيهاب نور الدين - أولجا - مخرج منفذ: محمد سعيد عبد الله - المخرج المساعد: هادي علي - سكريبت ملابس: مروة عيسى - سكريبت حركة: كيريوس وديع - أحمد وفيق - سكريبت إكسسوار: مدحت ماجد - تامر المهدي | - منتج فني: سيف يوسف - مونتير: أحمد يحيى - موسيقى: مودي الامام - أرت ديركتور: باسل حسام - منتج فني لشركة أوسكار: غزال الشال - مدير التصوير: مصطفى فهمي - إنتاج وتوزيع: أوسكار للتسجيلات الفنية - مكساج: محمد غانم - منفذ ملابس: رفعت عبد الحكيم - كوافير: محمد حافظ |